# 内乌洛斯峰
42°28′55″N 2°56′49″E / 42.48194°N 2.94694°E

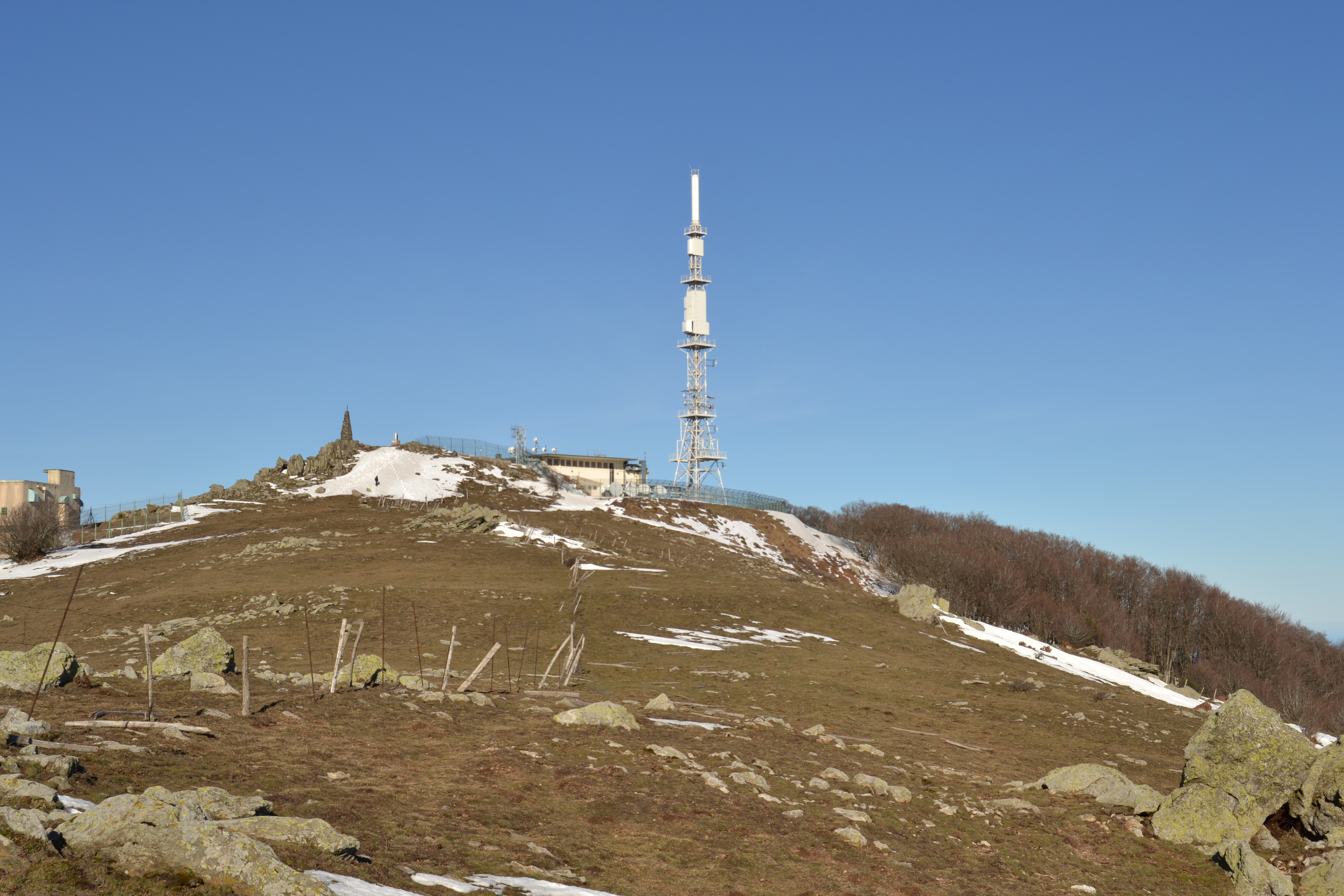

内乌洛斯峰（西班牙語：Pico Neulós）是西班牙的山峰，位於該國東北部加泰羅尼亞，處於與法國的接壤處，屬於比利牛斯山中阿爾貝拉山脈的一部分，海拔高度1,256米。